# Haltungsjournalismus
Haltungsjournalismus ist ein komplexer, oft unklarer Begriff für eine journalistische Arbeitsweise, bei welcher der Journalist eine bestimmte Haltung oder Perspektive zu einem Thema einnimmt und diese auch offen ausdrückt. Dies kann durch die Auswahl von Themen, die Art der Berichterstattung, die Wortwahl und die Betonung bestimmter Aspekte geschehen. Manchmal nehmen Journalisten offen eine politische, soziale oder kulturelle Position ein und nutzen ihre Plattform, um für bestimmte Werte oder Überzeugungen einzutreten. Der Fokus liegt darauf, eine klare Position zu vertreten (advocacy journalism), ohne notwendigerweise eine erkennbare Meinung wie im Kommentar auszudrücken. 
In der Diskussion darüber verschwimmen oft die Grenzen zum davon eher abzugrenzenden Meinungsjournalismus (opinion journalism), der die persönliche Meinung und Überzeugung des Autors in den Mittelpunkt stellt, und zum Gesinnungsjournalismus (partisan journalism), bei dem eine bestimmte, oft einseitige politische oder ideologische Betrachtung von Ereignissen oder Themen zum Ausdruck kommt.
Die Verwendung des Begriffs Haltungsjournalismus ist entsprechend ungenau und umstritten und dient oftmals als politisches Schlagwort, um einem Autor mangelnde Objektivität und/oder Neutralität zu unterstellen. Daher wird alternativ auch der Begriff „werteorientierter Journalismus“ vorgeschlagen.

## Haltung und journalistische Ethik
Der Begriff betrifft auch die von der Journalistin Karoline Kuhla erörterte Frage: „Welche Regeln gelten für Journalisten?“ Für Kuhla gilt, dass Medien „unparteiisch und unabhängig“ informieren. „Sie können natürlich in Kommentaren bestimmte Meinungen präsentieren, diese gut argumentativ darlegen, aber sie sollten nicht tendenziös berichten, auch nicht, wenn sie damit einem guten Zweck dienen oder zu dienen meinen.“ Ein berühmtes, Hanns Joachim Friedrichs zugeschriebenes Zitat, wonach sich ein Journalist nicht mit einer Sache, auch nicht einer guten, gemein machen soll, gibt Anlass zu Missverständnissen. In seinem Essay anlässlich der Verleihung des Hanns-Joachim-Friedrichs-Preises an Katrin Eigendorf erklärt das der Journalist Rüdiger Jungbluth und zitiert dazu den Spiegel-Redakteur Cordt Schnibben mit der Aussage: „Daraus zu machen, dass ein Journalist quasi ein haltungsloser, emotionsloser Journalist sein sollte, dem man seine Haltung nicht anmerkt, ist eine Pervertierung.“

## Begriffsgeschichte
Einige Journalisten sprechen selbst von Haltungsjournalismus. Weiterhin könnten Debatten und Beiträge über „Haltung im Journalismus“ zur Entstehung dieses Begriffs beigetragen haben.
„Der partielle Vertrauensverlust in die Medien drückt sich spätestens seit 2014 durch laute, teils sehr emotionale Medienkritik auf der Straße aus, hinzu kommen wüste Töne in den sozialen Netzwerken.“ Ein aufsehenerregender Fall, der dem Begriff Substanz geben soll, war 2018 die Enthüllung, dass der Spiegel-Autor Claas Relotius weite Teile seiner wiederholt preisgekrönten Reportagen frei erfunden hatte. Der Begriff „Haltungsjournalismus“ wird auf einer Webseite des MDR Fernsehens ausführlicher erörtert.